# Водрёй-Дорион
Водрёй-Дорион (фр. Vaudreuil-Dorion — город в провинции Квебек (Канада), в административном регионе Монтережи. Был создан 16 марта 1994 в результате объединения городов Водрёй и Дорион.
Расположен в 30 километрах к западу от Монреаля, на берегу озера Дё-Монтань.
Водрёй-Дорион связан с Монреалем через сеть пригородного транзита Exo.

## Ссылка
- Официальная страница города Водрёй-Дорион Архивная копия от 23 марта 2022 на Wayback Machine